# Torre di Hassan
La Torre di Hassan (in arabo صومعة حسان‎?) è il minareto di una moschea marocchina, rimasta incompleta a Rabat.
Iniziata per ordine del sultano Yacoub al-Mansour, la torre doveva essere la più grande del mondo assieme all'adiacente moschea, ma i lavori si interruppero alla sua morte nel 1199.
La torre raggiunse solo i 44 metri, circa la metà dell'altezza pianificata, oltre 80 metri. Anche il resto della moschea fu lasciato incompleto, con solo la prima parte delle numerose mura e delle 200 colonne che dovevano essere innalzate.

La torre, realizzata in mattoni rossi, i resti della moschea e il moderno mausoleo di Mohammed V formano uno dei più importanti complessi storici e turistici di Rabat.

La torre non ha scale, ma una rampa, che avrebbe consentito al muezzin di salire a cavallo in cima alla torre per intonare l'invito alla preghiera, l'adhān.

## Storia

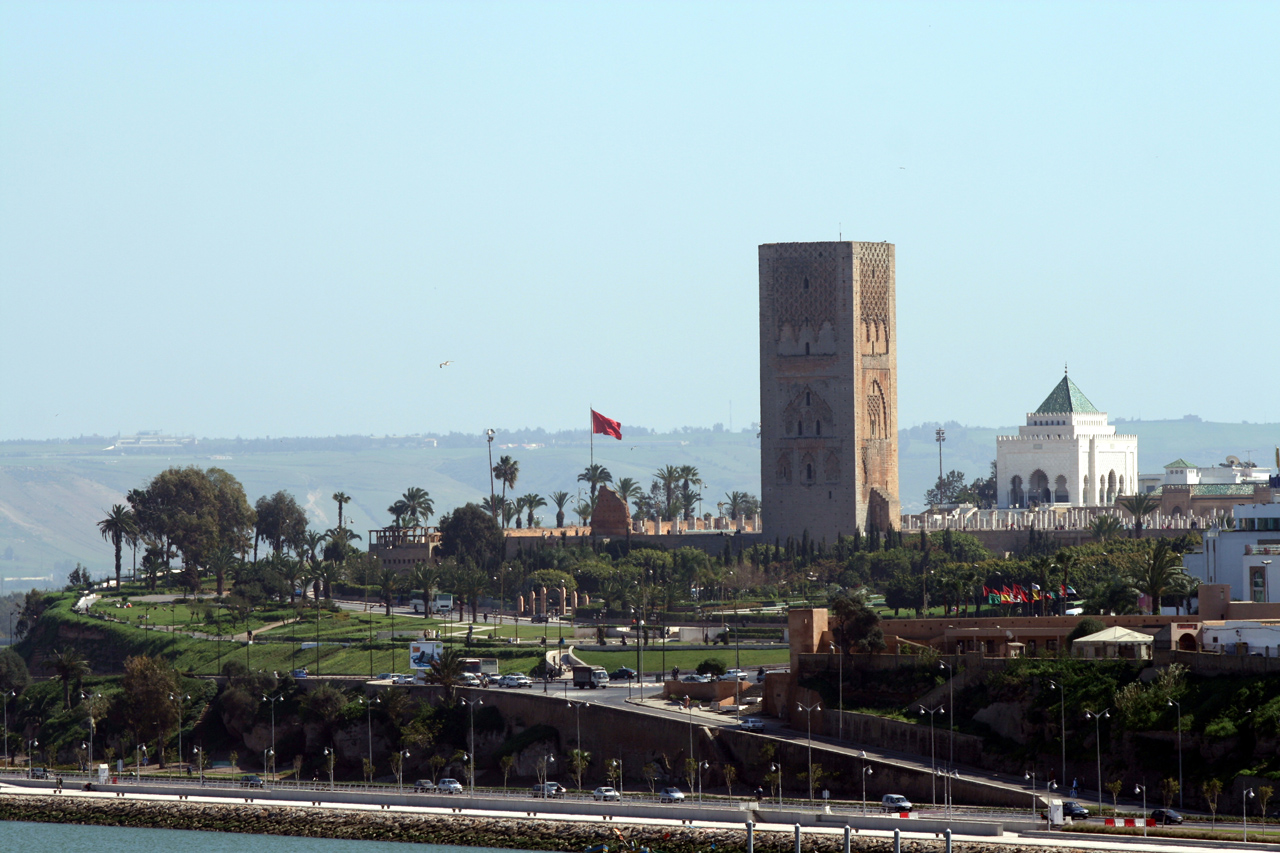
Il mausoleo e la Torre visti da Salé

Il fondatore della Torre di Hassan, Abu Ya'qub Yusuf II, apparteneva alla dinastia degli Almohadi, sovrano di un regno musulmano che si estendeva dal Maghreb fino ai territori di al-Andalus. Secondo tradizione la torre fu disegnata da un architetto chiamato Jabir, che utilizzò uno schema costruttivo simile per la torre sorella della torre di Hassan, la Giralda di Siviglia.

Entrambe le torri furono modellate sul progetto di un altro minareto realizzato da Jabir, per la Moschea della Kutubiyya a Marrakesh. Dopo la Riconquista, gli Spagnoli aggiunsero alla Giralda una parte sommitale in stile rinascimentale, per cui essa fu convertita da minareto a torre campanaria della Cattedrale di Siviglia.

Yaʿqūb al-Manṣūr fece eseguire altri lavori a Rabat; i più notevoli furono la ricostruzione della Kasbah di Rabat e la conversione ad uso sepolcrale dell'antico complesso di Chella, costruito dai Fenici e dai Romani.